# Kliermaag
De kliermaag, ook bulbus glandulórus of proventriculus is een klierrijk deel aan het einde van de slokdarm in vogels. Voor de kliermaag zit de krop en na de kliermaag zit de spiermaag.
In de kliermaag is er productie van enzymen (proteasen). Daarom is de kliermaag groot bij vleeseters en klein bij zaadeters. De productie van braakballen door uilen, reigers en kraaien gebeurt ook in de kliermaag. 